# Диатаксис
Диатаксис (греч. Διάταξις — «устав») — в X—XII вв. этим термином в Византии называли специальный текст, регламентировавший обрядовую сторону совершения богослужения. Появление этих текстов было вызвано тем, что в рукописях богослужебных книг содержались лишь молитвословия - тексты, произносимые священником и диаконом, но практическое совершение богослужебных действий эти тексты не описывали. Самые известные из диатаксисов, в основе своей регламентирующие и современную практику совершения богослужения — диатаксисы Божественной литургии и всенощного бдения, автором которых был константинопольский патриарх Филофей Коккин (1353—1354 гг.).